# معركة غنجة
معركة غنجة هي معركة حدثت مابين 22 نوفمبر 1803 و15 يناير 1804 في مدينة غنجة الأذربيجانية، بين الجيش الروسي الإمبراطوري وبين خصمه الجيش الفارسي القاجاري، وانتهت المعركة بانتصار الجيش الروسي.

## وصلات خارجية
- THE SIEGE AND ASSAULT of Fortress Ganja نسخة محفوظة 19 مايو 2014 على موقع واي باك مشين.(بالروسية)
- Fortress of Ganja. Lithograph by the end of the XIX century